# Chaetopleura (Chaetopleura) brucei
Chaetopleura (Chaetopleura) brucei is een keverslakkensoort uit de familie van de Chaetopleuridae. De wetenschappelijke naam van de soort is voor het eerst geldig gepubliceerd in 1912 door Tom Iredale in Melvill & Standen.